# Agostino Oldoini
Agostino Oldoini (La Spezia, 6 giugno 1612 – Perugia, 23 marzo 1683) è stato un gesuita, storico e bibliografo italiano.

## Biografia
Nacque il 6 giugno 1612 a La Spezia. Entrato nel collegio di Napoli della Compagnia di Gesù, vi compì i consueti studi nelle discipline umanistiche, filosofiche e teologiche, e vi professò i voti il 4 febbraio 1628.
Almeno dal 1635 fu insegnante di materie letterarie nella scuola pubblica diretta dai gesuiti ad Ancona.   

Verso la metà del XVII secolo si trasferì a Roma, dove poté dedicarsi con maggiore facilità allo studio della storia della Chiesa, e a redigere grandi opere di erudizione storica, in particolare cronologie e bibliografie.   

Nel 1675 si trasferì a Perugia, dove fu rettore del locale collegio dei gesuiti e professore di filosofia morale nella locale scuola di teologia.   
Morì a Perugia il 23 marzo 1683.

## Opere
Durante gli anni del suo insegnamento ad Ancona pubblicò il suo primo trattatello sulla grammatica latina: Alcune difficoltà principali della grammatica con i precetti di ciascuna regola date in luce ad instanza et uso dei scolari della Compagnia di Gesù (Ancona, 1637).   
Curò una nuova edizione, accresciuta, annotata e aggiornata sino a Clemente IX, della monumentale opera del domenicano  Alfonso Chacón, Vitae et res gestae Pontificum Romanorum et S.R.E. Cardinalium (Vita dei Papi e dei cardinali, 4 voll., Roma, 1670-77). 
Pubblicò anche le opere: Necrologium Pontificum ac Pseudo-Pontificum Romanorum (Roma, 1671); Clementes titulo sanctitatis vel morum sanctimonia illustres (Perugia, 1675); Athenæum Romanum, in quo Summorum Pontificum ac Pseudo-Pontificum necnon SRE Cardinalium e Pseudo-Cardinalium scripta publice exponuntur (Perugia, 1670). J. Meuschen pubblicò un estratto del "Catalogus eorum qui de Romanis Pontificibus scripserunt" di Oldoini, nella sua opera Ceremonialia elezioniis Pontificum Romanorum (Frankfort, 1731). 
Oldoini è noto specialmente per le sue bibliografie degli scrittori perugini e liguri: Athenæum Augustum, in quo Perusinorum scripta publice exponuntur (Perugia, 1680) e Athenæum Ligusticum seu Syllabus Scriptorum Ligurum necnon Sarzanensium ac Cyrnensium rei publicæ Genuensis Subditorum (Perugia, 1680).